# Люсі Ворслі
Люсі Ворслі OBE (англ. Lucy Worsley; нар. 18 грудня 1973, Редінг, Беркшир, Англія) — британська історикиня, авторка, кураторка та телеведуча. Головний куратор історичних королівських палаців (англ. Historic Royal Palaces), найбільш відома як ведуча серіалів телебачення BBC на історичні теми.

## Ранні роки життя та освіта
Ворслі народилася в місті Редінг, графство Беркшир, в родині Пітера та Інід (уродженої Кей) Ворслі. Її батько викладав геологію в університеті Редінга, а мати — консультант з питань освітньої політики та практики. Початкову освіту отримала у рідному місті, середню освіту здобула у школах Ньюбері та Ноттінгему. Вивчала стародавню та сучасну історію в Нью-коледжі Оксфордського університету, який закінчила у 1995 році зі ступенем бакалавра мистецтв.

## Кар'єра

### Куратор і академік
Ворслі розпочала свою кар'єру влітку 1995 року як куратор історичної садиби у Мілтоні поблизу Абінгдона. З 1996 по 2002 рік — інспектор історичних будівель в English Heritage у регіоні Східний Мідленд. Під час роботи інспектором, вона вивчала життя Вільяма Кавендіша, 1-го герцога Ньюкасла та написала довідник по замку Болсовер, резиденції герцога. У 2001 році вона отримала ступінь доктора філософії в університеті Сассекса.
Протягом 2002—2003 років Люсі працює керівником проєктів та наукових досліджень музеїв Глазго, перш ніж стати головним куратором історичних королівських палаців.
У 2005 році обрана провідним науковим членом Інституту історичних досліджень Лондонського університету; також її призначили запрошеним професором Кінгстонського університету.

### Телевізійні програми
У 2011 році Ворслі презентувала чотирисерійний телевізійний серіал «Якби стіни могли говорити» (англ. If Walls Could Talk), в якому досліджується історія британських будинків — від сільських котеджів до палаців.
2012 року Люсі представила трисерійний серіал «Жінки епохи Реставрації» (англ. Harlots, Housewives and Heroines) — про життя жінок після громадянської війни та реставрації Карла II.
Її серіал 2013 року «Дуже британське вбивство» (англ. A Very British Murder) досліджує «хворобливу національну одержимість» вбивством через призму низки гучних випадків XIX століття.
2014 року її трисерійний серіал «Перші Георги: німецькі королі, які зробили Британію» (англ. The First Georgians: The German Kings Who Made Britain) досліджував внесок німецьких королів Георга І та Георга II. Серіал пояснював, чому Ганноверського Георга І обрали британським монархом, і як успадкував престол його зовсім інший син Георг II, і чому без них теперішнє Сполучене Королівство могло б бути зовсім іншим. Серіал підкреслює позитивний вплив цих королів, одночасно демонструючи недоліки кожного з них.
У січні 2016 року презентувала документальний серіал з трьох частин «Царська імперія: Росія Романових з Люсі Ворслі» (англ. Empire of the Tsars: Romanov Russia with Lucy Worsley).
2019 року Люсі Ворслі представила серіал «Найбільші вигадки американської історії» (англ. American History's Biggest Fibs) в якому вона розглядає історію заснування нації і американську революцію, громадянську війну, та холодну війну.

### Літературна діяльність
Ворслі видала низку книг, багато путівників по будинках тощо. «Придворні: Таємна історія георгіанського суду» (англ. Courtiers: The Secret History of the Georgian Court) (2011) та «Королева Вікторія: дочка, дружина, мати, вдова» (англ. Queen Victoria: Daughter, Wife, Mother, Widow) (2019) — її останні роботи з історії. У 2014 році BBC Books видало її книгу «Дуже британське вбивство», засновану на однойменному серіалі. У квітні 2016 року Ворслі опублікувала свій дебютний дитячий роман «Еліза Роуз» (англ. Eliza Rose). У 2017 році опублікувала біографію Джейн Остін під назвою «В гостях у Джейн Остін: біографія» (англ. Jane Austen at Home: A Biography).

### Нагороди та відзнаки
- У липні 2015 року стала почесним доктором літератури в університеті Сассекса[22].
- У 2018 році затверджена офіцером Ордена Британської імперії (OBE) за заслуги перед історією та спадщиною. Церемонія відбулася у Букінгемському палаці 16 листопада 2018 року[23].

## Особисте життя
Ворслі живе у Саутворку на березі Темзи в південному Лондоні зі своїм чоловіком, архітектором Марком Хайнсом, з яким одружилася у листопаді 2011 року.